# Слобода-Кучинский сельсовет
Слобода-Кучинский сельсовет — административная единица на территории Копыльского района Минской области Республики Беларусь. Административный центр — деревня Слобода-Кучинка.

## История
С 8 июня 2016 года из состава сельсовета выведены и переданы переданы в состав Бобовнянского сельсовета деревни Велешино-1, Калиновка 2, Луговая, Песочное (агрогородок), Шамы, посёлки Гончаровка и Малиновка.

## Состав
Слобода-Кучинский сельсовет включает 26 населённых пунктов:
- Андросовщина — деревня.
- Астрейки — деревня.
- Бадежи — деревня.
- Бор — деревня.
- Велешино-2 — деревня.
- Заполье — посёлок.
- Калиновка 1 (ОАО «Старица») — деревня.
- Корзуны — деревня.
- Криница — деревня.
- Липники — посёлок.
- Перевоз — посёлок (нежилой).
- Роспы — деревня.
- Русаки — деревня.
- Садки — деревня.
- Свидичи — деревня.
- Слобода-Кучинка — деревня.
- Старица — агрогородок.
- Харитоновка — деревня.
- Черничное — деревня.

## Культура
- Краеведческий музей «Гісторыка-краязнаўчы імя І.С. Трацэўскага» ГУО «Слободокучинская средняя школа» в д. Слобода-Кучинка